# La Joya, Jalisco
La Joya är en ort i Mexiko.   Den ligger i kommunen Quitupan och delstaten Jalisco, i den centrala delen av landet, 400 km väster om huvudstaden Mexico City. La Joya ligger 1 964 meter över havet och antalet invånare är 155.
Terrängen runt La Joya är huvudsakligen kuperad, men åt sydost är den platt. Runt La Joya är det ganska glesbefolkat, med 24 invånare per kvadratkilometer. Närmaste större samhälle är Jiquílpan de Juárez, 16,6 km öster om La Joya. I omgivningarna runt La Joya växer huvudsakligen savannskog.